# 症候群
（中国大陆旧称症候群），是醫學術語，指某疾病出現時經常會同時出現的臨床特征、症狀、徵象，是為這些不同症候的統稱。此時醫師可針對出現的其中一種表徵，警覺可能一併出現的相關變化，然而實際的病原、確定診斷的疾病名稱或相關生理變化可能無法確知。而有些過去未知的疾病表現，經過研究後仍然保留症候群的稱呼。
英語為syndrome，本意是指因某些有病的器官相互关联的变化而同时出现的一系列症状。后有指某一些人因相互影响而达成一致的意向。如“斯德哥尔摩症候群”是指在劫持事件中，人质因同情劫匪而同其达成一致，反而帮助劫匪对付警察。